# 宇佐海軍航空隊

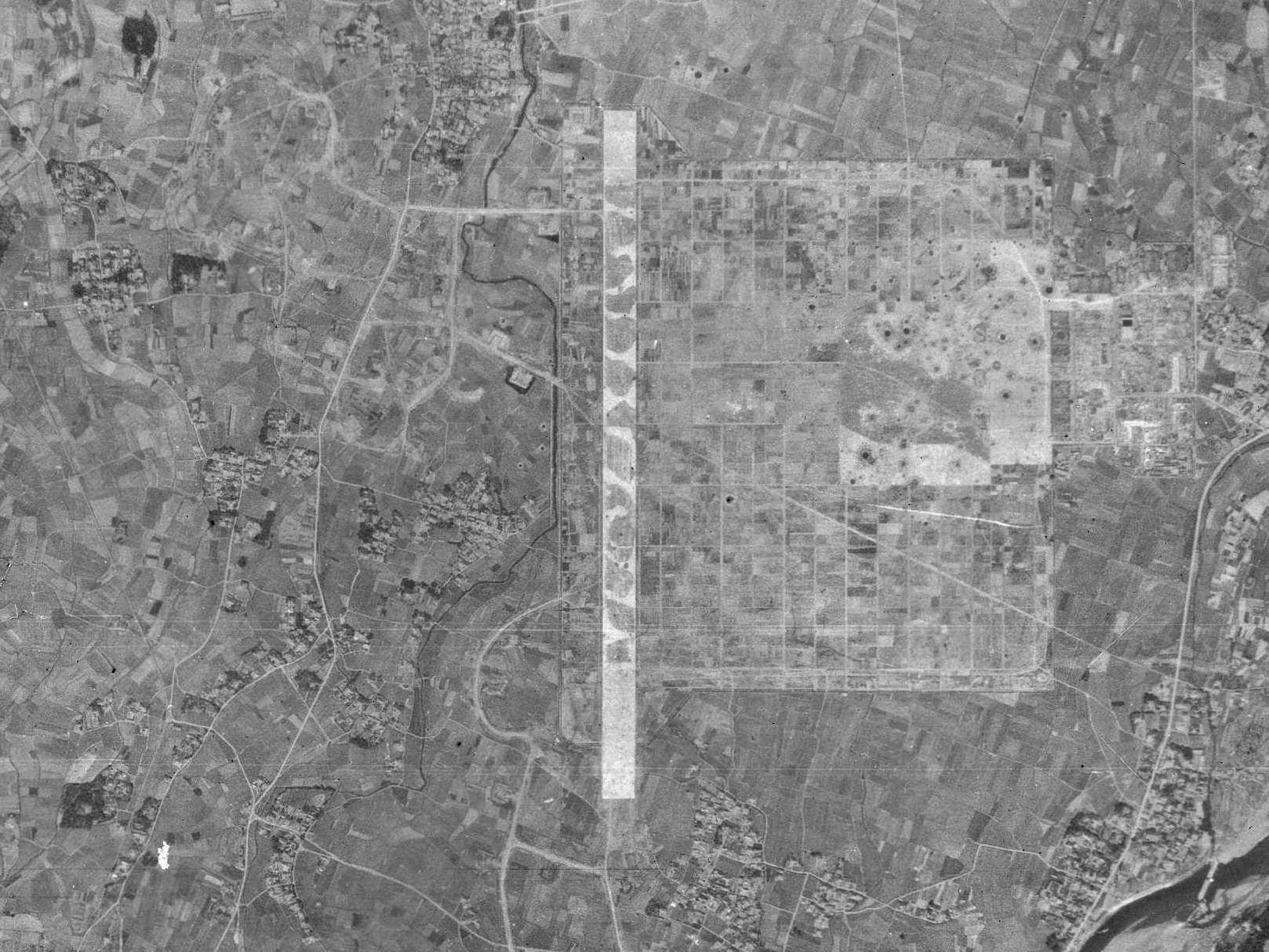
宇佐飛行場跡地の空中写真（1947年）

宇佐海軍航空隊（うさかいぐんこうくうたい）は、現在の大分県宇佐市の柳ヶ浦地区に開隊された大日本帝国海軍航空隊の部隊の一つであり、航空母艦に搭載する艦上爆撃機・艦上攻撃機の搭乗員と偵察員の延長教育を実施する航空隊であった。太平洋戦争開戦時には、日本国内で唯一の艦上爆撃機の搭乗員と偵察員の延長教育を行う航空隊であり、艦上攻撃機の搭乗員と偵察員の延長教育を行う航空隊としても最大の規模であった。その後、艦上爆撃機と艦上攻撃機の搭乗員と偵察員の延長教育を行う部隊として、名古屋海軍航空隊と百里原海軍航空隊が開隊されるものの、航空隊の規模としては宇佐海軍航空隊を上回ることはなかった。
太平洋戦争末期の沖縄戦において、保有する航空機と搭乗員において神風特別攻撃隊「八幡護皇（はちまんごおう）隊」を編成して沖縄本島西方沖の連合軍艦艇に特攻攻撃を実施した。

## 沿革
ロンドン軍縮条約の期限切れとともに、海軍は戦備の大増強を画策し、通称「③計画」を立案した。この中に14個航空隊の増設案が盛り込まれ、爆撃機・攻撃機搭乗員の訓練部隊のひとつとして、大分県宇佐郡柳ヶ浦村（現宇佐市）に飛行場を建設し、航空隊を設置することが決定した。周防灘に面し、洋上爆撃・雷撃訓練が容易なうえに、呉鎮守府にもほど近く、航空母艦を招いての発着艦訓練も頻繁に実施できた。
- 1939年（昭和14年）
  - 10月1日 - 呉鎮守府隷下の実用機訓練部隊として開隊
  - 10月31日 - 霞ヶ浦海軍航空隊より第47期操縦練習生転入、教育訓練開始
  - 12月1日 - 呉鎮守府第十二連合航空隊発足、隷下に入る
  - 12月25日 - 予科練甲飛第2期生入隊。1944年（昭和19年）12月31日、13期生の転入をもって終了
- 1940年（昭和15年）
  - 2月20日 - 航空母艦龍驤到着、4月20日まで発着艦訓練を実施
  - 4月1日 - 予科練乙飛第8期生入隊。1945年（昭和20年）1月3日、18期生の転入をもって終了
  - 4月18日 - 第32期飛行学生入隊。1943年（昭和18年）9月、14期生の入隊をもって終了
- 1941年（昭和16年）
  - 7月12日 - 予科練丙飛第2期生入隊。1943年（昭和18年）11月25日、16期生の入隊をもって終了
  - 10月7日 - 航空母艦翔鶴・瑞鶴航空隊の慣熟訓練開始。11月19日ハワイ作戦のため出撃
  - 12月28日 - ハワイ作戦より帰還した航空母艦蒼龍・飛龍航空隊到着。1月11日蘭印攻略のため出撃
- 1942年（昭和17年）12月1日 - 第10期飛行予備学生入隊。1944年（昭和19年）9月28日、14期生の転入をもって終了
- 1944年（昭和19年）
  - 1月25日 - 予科練特乙第1期生入隊。同年7月30日、3期生の入隊をもって終了
  - 10月31日 - 第三航空艦隊進出決定。一式陸上攻撃機の離着陸に備えて滑走路拡張工事に着手
  - 11月5日 - ガソリン使用停止。代替アルコール燃料が使えない九七式艦上攻撃機の訓練凍結。この頃より各地から実用機訓練部隊所属機が集結
  - 12月上旬 - 陸軍航空隊に施設貸与。飛龍靖国部隊の雷撃訓練を実施
- 1945年（昭和20年）
  - 1月14日 - アルコール燃料に起因する九六式艦上爆撃機の墜落・出火事故が激増し、九六艦爆の訓練凍結
  - 2月9日 - 豊橋飛行場より第七〇一海軍航空隊が進出。以後実施部隊が集結
  - 2月16日 - 特別攻撃隊編成命令が宇佐空に下令。のち「八幡護皇隊」と命名
  - 3月1日 - 第十航空艦隊新編、十二連空は隷下に入る
  - 3月18日 - 米艦上機の初空襲を受ける
  - 4月2日 - 第1八幡護皇隊、串良飛行場に進出。以後、後続隊も進出
  - 4月6日 - 第1八幡護皇隊36機出撃。生還3機
  - 4月12日 - 第2八幡護皇隊36機出撃。生還9機
  - 4月16日 - 第3八幡護皇隊24機出撃。生還3機
  - 4月21日 - 宇佐海軍航空隊がB-29による初空襲を受ける。飛行場施設壊滅、死者300名以上。柳ヶ浦町内も被害甚大
  - 5月5日 - 解隊

以後は乙航空隊の西海海軍航空隊が管轄する航空基地として機能し、第九三一海軍航空隊や第二〇三海軍航空隊戦闘三〇三飛行隊が展開した。そのため、米軍による空襲は終戦1週間前の8月8日まで続いた。

## 宇佐海軍航空隊への空襲
宇佐海軍航空隊は1945年（昭和20年）3月18日に米艦上機による初空襲を受けた。宇佐海軍航空隊は同年5月5日付で解隊されたが、宇佐基地に対する空襲は終戦1週間前の8月8日までの間、計11回行われた。
- 1945年（昭和20年）
  - 3月18日　米艦上機による空襲
  - 4月21日 - B-29による空襲
  - 4月26日 - B-29による空襲
  - 5月7日 - B-29による空襲
  - 5月10日 - B-29による空襲
  - 5月13日 - 米艦上機による空襲
  - 5月14日 - 米艦上機による空襲
  - 7月15日 - B-24による空襲
  - 7月24日 - 米艦上機による空襲
  - 7月28日 - 米艦上機による空襲
  - 8月8日 - B-24による空襲

## 主力機種
- 九六式艦上爆撃機
- 九九式艦上爆撃機
- 彗星
- 九七式艦上攻撃機
- 天山

## 歴代司令
- 内田市太郎 大佐：1939年10月1日[1] - 1940年10月15日[2]
- 松岡知行 大佐：1940年10月15日 -
- 伊藤良秋 大佐：1942年4月10日 -
- 三浦艦三 大佐：1943年1月20日 -
- 山田豊：1943年4月1日 -
- 山本栄：1943年12月1日 -
- 浜田武夫：1943年12月25日 -
- 直井俊夫：1944年7月10日 - 1945年5月5日解隊